# Strong Island (Film)
Strong Island ist ein Dokumentarfilm von Yance Ford, der am 23. Januar 2017 im Rahmen des U.S. Documentary Competition des Sundance Film Festivals seine Weltpremiere feierte. Ab 12. Februar 2017 wurde der Film im Panorama-Hauptprogramm der 67. Berlinale vorgestellt. Der Film ist eine Chronik der Umstände, die zum gewaltsamen Tod seines Bruders William zwanzig Jahre zuvor führten, welche Auswirkung dessen Mord auf ihn und seine Familie hatten und wie das Rechtssystem in diesem Fall versagte, wodurch der Mörder freigelassen wurde.
Im Rahmen der Gotham Awards wurde der Film im November 2017 als bester Dokumentarfilm ausgezeichnet. Im Rahmen der Oscarverleihung 2018 erfolgte ebenfalls eine Nominierung als bester Dokumentarfilm.

## Handlung
Es wird erzählt, wie der Afroamerikaner William Ford Jr. in seinem Auto mit seiner Schwester Lauren unterwegs ist. Nach einem Unfall mit einem weißen Kfz-Mechaniker bietet dieser ihm an, den Schaden zu reparieren, wenn er nicht die Polizei ruft. Bald bemerkt William, dass Mark Reilly, so der Name des Mechanikers, eigentlich Kopf einer Autoknackerbande ist, und die in seiner Garage untergebrachte Werkstatt kriminellen Zwecken dient. Als er ihn einige Wochen später in Begleitung seines Freundes Kevin, der im Auto wartet, aufsucht und ihm sagt, er würde sein Geschäft auffliegen lassen, wenn er Polizist wäre, kommt es zu einem Streit. Hierbei schießt Reilly dem jungen Afroamerikaner in die Brust. William Ford schafft es gerade noch aus der Garage. Die schnell vor Ort aufschlagende Polizei verhindert, dass Kevin zu seinem Freund kann, und William stirbt allein in der Einfahrt zur Garage liegend. Mark Reilly wird von der Polizei weggebracht, ohne dass man ihm Handschellen anlegt. Es ist der 7. April 1992, als William Ford stirbt und gleichzeitig das Leben seiner gesamten Familie erschüttert wird. Der junge Afroamerikaner war zu diesem Zeitpunkt 24 Jahre alt.
Die Mutter, so erfährt man im Film, weigerte sich mit ihren Töchtern über das, was mit William geschehen war, zu sprechen, und nie hatte sich die Familie zusammengesetzt, um dies zu tun. Im Film liest Ford einen Brief vor, den seine Mutter Reillys Verteidigerin Mrs. Caterson geschrieben hatte, in dem sie darauf hinweist, dass weder von Seiten dessen Familie eine Reaktion kam, noch von der Staatsanwaltschaft. Über die Grand Jury, die aus Menschen besteht, die regelmäßig neu gewählt werden, und ihre Entscheidung im Geheimen getroffen hatte, erzählt die Mutter, diese seien bei ihrer Aussage nicht ausreichend aufmerksam gewesen, und einer hätte sogar in einem Buch gelesen, als sie gerade sprach. Sie erzählt, dass sie vor Gericht in Tränen ausbrach, weil sie das Gefühl hatte, bei der Erziehung ihrer Kinder alles falsch gemacht zu haben. Sie erzählt aber auch, dass sie sich weder am Tatort noch vor Gericht wie eine Mutter behandelt fühlte, deren Kind zum Mordopfer wurde. Niemals werde sie das Gefühl loswerden, so Barbara Dunmore-Ford, dass das mangelnde Interesse an dem Fall vor Gericht daher rührte, dass ihr Sohn ein Schwarzer war. Auch Williams Freund Kevin berichtet im Film Ähnliches. Vor Gericht sei er zu Williams athletischer Figur befragt worden, so Kevin, nicht aber zu dem, was in dieser Nacht während des Besuches von Reillys Garage wirklich passiert war. Letztlich weigerte sich das Gericht, den weißen Mechaniker wegen Williams Tod zu verurteilen, obwohl es ausreichend Indizien für die Hintergründe der Tat und den Täter gegeben hatte. Die Ermittlungen wurden eingestellt, weil die Tat nicht als Mord gewertet wurde. Getroffen von Williams Verlust einerseits und enttäuscht vom Rechtssystem andererseits, geriet die Familie in eine Schockstarre und schwieg lange über das, was mit William passiert war.

## Produktion

### Biografischer Hintergrund und Stab
Regie führte Yance Ford. Der Transfilmemacher und damalige Schwester des erschossenen William Ford Jr. sieht den Film als exemplarisch an: „'Strong Island' handelt in gewisser Weise davon, wie einfach es ist, Schwarze zu töten in den USA. Das war 1992 wahr, und ist es heute immer noch.“ Es geht Ford jedoch nicht nur um die Klärung des Falles, sondern insbesondere um die Folgen für die Familie, denn weil der Mechaniker nicht angeklagt wurde, traf die Familie das Stigma, William müsse wohl schuldig gewesen sein. Ford sagte über seine Eltern, für die eine Welt zusammenbrach, nachdem sie den Aufstieg ins gehobene Long Island geschafft hatten: „Mein Eltern glaubten, das System würde funktionieren, weil ihre Kinder nie mit dem Gesetz in Konflikt geraten waren. Was sie nun lernten war, dass auch, wenn sie es in die Vorstadt geschafft hatten, der amerikanische Traum nicht für alle gleich gilt.“
Als Transgenderdirektor hatte Ford zehn Jahre als Serienproduzent bei der Fernsehserie P.O.V., die 1988 begonnen und bis 2016 gezeigt wurde, gearbeitet, die eine Reihe von Emmys gewonnen hat. Ford selbst wurde als anfängliche Begleiterin und spätere Produzentin der Langzeitdokumentationsserie von der Internationalen Dokumentarvereinigung und im Rahmen der News & Documentary Emmy Awards ausgezeichnet. Ford erhielt zudem verschiedene weitere Preise und Zuschüsse, darunter den Creative Capital Award und ein Sundance Documentary Film Program Fellowship. Auch als Architekturschweißer hatte Ford gearbeitet und half, die Skulptur Maman von Louise Bourgeois zusammenzubauen, die im Rockefeller Center in New York ausgestellt wurde.
Es handelt sich bei Strong Island um das Regiedebüt des heute in New York lebenden transsexuellen Afroamerikaners, der in Long Island aufgewachsen war, wo er mit seiner Familie ein angenehmes, suburbanes Leben lebte. Weil er nach dem Tod seines Bruders glaubte, vor Trauer und wegen der vielen offenen Fragen verrückt zu werden, beschloss Ford, den Fall in Form eines Dokumentarfilms selbst noch einmal aufzurollen. Ford hatte im Februar 2009 mit dem Produzentin Esther Robinson begonnen, an seinem Projekt zu arbeiten, die ihm die Möglichkeit gab, seine Vision für Strong Island zu verfolgen. Im Herbst 2010 begann er mit Alan Jacobsen zu arbeiten, der seine Sprache sprach und sein Konzepte von Abwesenheit und Sehnsucht verstand. Ebenso erhielt er die Unterstützung seines Redakteurs Shannon Kennedy.”

### Konzeption und Aufbau des Films
Ford hat Strong Island als Dokumentarfilm gestaltet und ist selbst auch als Erzähler des Films zu hören. Über den kompletten Film verteilt werden Fotos aus dem Familienalbum gezeigt, unter denen sich einige von seinen Eltern in jungen Jahren, die sie beide stilvoll gekleidet zeigen, und viele von ihm und seinen Geschwistern aus deren Kindheit und Jugend befinden. An anderen Stellen lässt der Regisseur seine Mutter Barbara, seine Schwester Lauren und zwei der besten Freunde seines Bruders zu Wort kommen. Der Regisseur selbst ist zu sehen, wie er mit Mitarbeitern der Staatsanwaltschaft und der Polizei telefoniert, um Details über die Tötung seines Bruders oder die Entscheidung der Jury in Erfahrung zu bringen, doch niemand will seine Rückfragen zum Fall beantworten. Nur ein Polizist macht sich die Mühe die Beweise aus den Akten herauszusuchen, die in der Nacht gesammelt und dem Gericht vorgelegt wurden. Ford zeigt sich im Film immer wieder selbst in Nahaufnahmen, während er in die Kamera spricht, und regelmäßig erfolgen lange Einstellungen der Garagenwerkstatt von außen, deren Tor geöffnet ist.
Nachdem früh im Film vom Tod des Bruders berichtet wird, lässt Ford die Interviewten erst ab etwa der Mitte des Films die genauen Umstände von Williams Tod erzählen. Ford erzählt zudem Vieles von seiner Familie im Allgemeinen beziehungsweise lässt diese von ihrem Leben erzählen. Seine Eltern waren nach New York gezogen, wo der Vater als Fahrer der Stadtbahn arbeitete, und später nach Long Island, wo Schwarze zwar in streng abgegrenzten Gebieten lebten, die Mutter nahm dies jedoch in Kauf, weil sie wollte, dass die Kinder in einem Heim aufwachsen, das sie ihr Zuhause nennen können. Die Mutter arbeitete als Englischlehrerin und wird später sogar Leiterin einer Schule. Später beteiligte sich die Mutter an einem Bildungsprogramm für Insassen der Gefängnisse auf Rikers Island. Für Yance Ford und seine Schwester war es in ihrem Leben sehr wichtig, in William einen großen Bruder zu haben, wie im Film beide erklären.

### Veröffentlichung
Der Film feierte am 23. Januar 2017 im Rahmen des U.S. Documentary Competition des Sundance Film Festivals seine Weltpremiere, wo der Film mehrfach ausgezeichnet wurde. Bei der 67. Berlinale wurde der Film ab 12. Februar 2017 in der Sektion Panorama vorgestellt, die sich traditionell dem Autorenfilm widmet und in dem Jahr im Fokus Ermächtigung der schwarzen Geschichte stand. Er wurde hier auch im Rahmen des Teddy Awards, einem eigenen Wettbewerb, gezeigt. Ab 8. August 2017 wurde der Film beim Internationalen Filmfestival von Locarno vorgestellt. Der Film wird von Doc & Film International vertrieben.

## Rezeption

### Kritiken
Der Film konnte bislang alle Kritiker bei Rotten Tomatoes überzeugen und erhielt hierbei eine durchschnittliche Bewertung von 8,5 der möglichen 10 Punkte. Bei Metacritic erhielt der Film einen Metascore von 86 von 100 möglichen Punkten.
Thomas Hummitzsch von Rolling Stone erklärt, was den Film sehenswert mache, sei nicht die Darstellung der mutmaßlichen Ereignisse, sondern die Verbindung mit der innerfamiliären Traumatisierung sowie der fortgesetzten rassistischen Politik in den USA. Im Vordergrund stehe dabei Fords Mutter, so Hummitzsch, die ihre Söhne immer im Sinne der republikanischen Werte erzogen hat. Sie müsse sich seit 25 Jahren fragen, was all ihr Brennen für die imaginierte Nation genutzt hat, wenn der schwarze Körper und Geist (!) immer noch als minderwertig angesehen wird.

### Auszeichnungen (Auswahl)
Am 7. Dezember 2017 wurde bekannt, dass sich der Film in der Vorauswahl befindet, aus der die Academy of Motion Picture Arts and Sciences die Nominierungen für die Oscarverleihung 2018 in der Kategorie Bester Dokumentarfilm bestimmte. Im Januar 2018 folgte die offizielle Nominierung. Die folgende Auflistung enthält eine Auswahl der bekanntesten Preisverleihungen.
Black Reel Awards 2018
- Nominierung als Bester Dokumentarfilm (Yance Ford)[13]

Critics’ Choice Documentary Awards 2017
- Nominierung als Bester Dokumentarfilm (Yance Ford)
- Nominierung als Bester Erstlingsdokumentarfilm (Yance Ford)[14]

Full Frame Documentary Film Festival 2017
- Auszeichnung mit dem Center for Documentary Studies Filmmaker Award (Yance Ford)
- Auszeichnung mit dem Charles E. Guggenheim Emerging Artist Award (Yance Ford)[15]

Gotham Awards 2017
- Bester Dokumentarfilm
- Nominierung für den Publikumspreis[16][17]

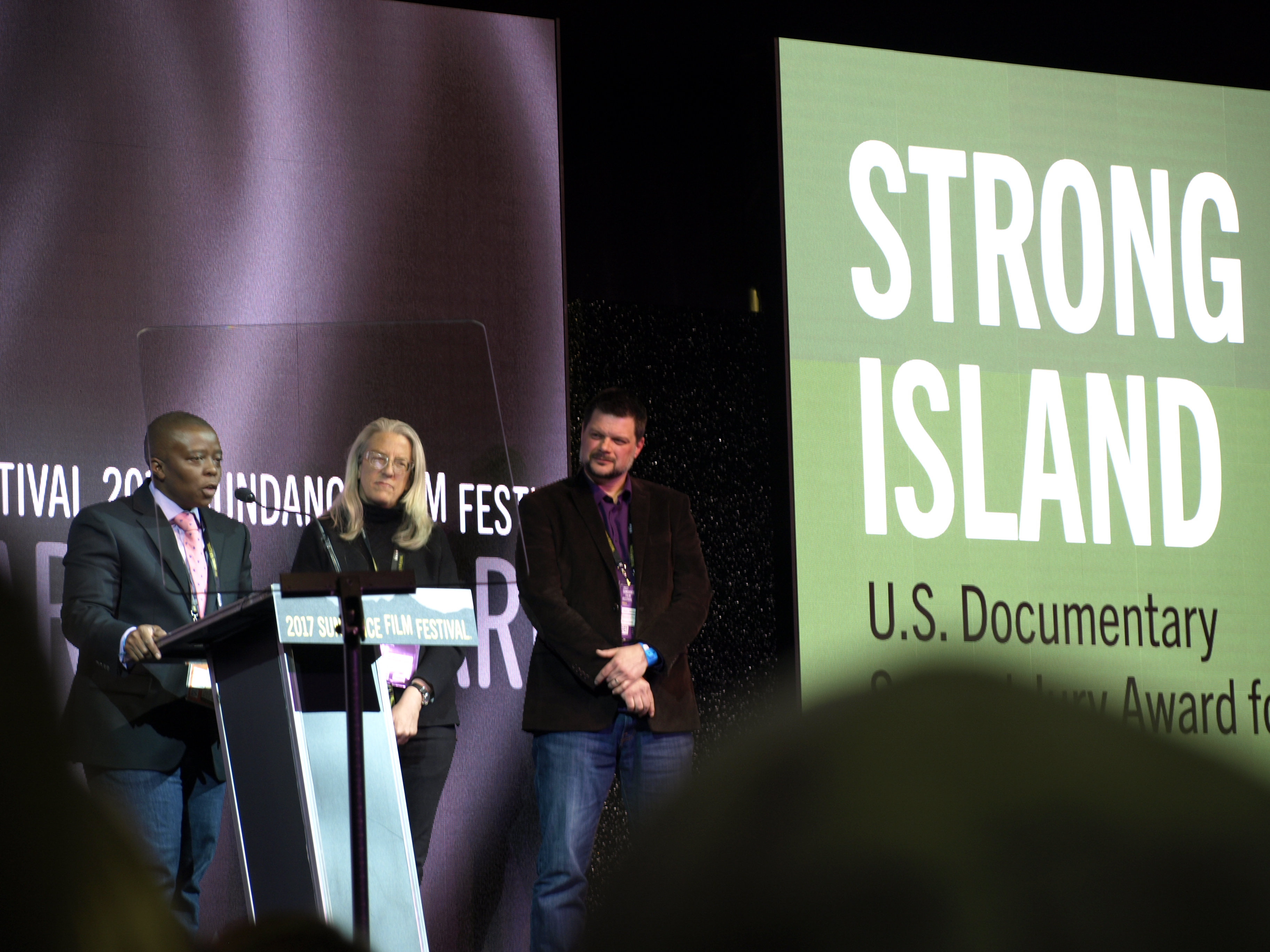
Yance Ford erhielt beim Sundance Film Festival 2017 für den Film den Special Jury Award for Storytelling

International Documentary Association Awards 2017
- Nominierung als Bester Dokumentarfilm (Yance Ford)[18]

Montclair Film Festival 2017
- Auszeichnung mit dem Bruce-Sinofsky-Preis für Dokumentarfilme (Yance Ford)[19]

Oscarverleihung 2018
- Nominierung als Bester Dokumentarfilm (Joslyn Barnes und Yance Ford)

Sundance Film Festival 2017
- Auszeichnung mit dem Special Jury Award for Storytelling: U.S. Documentary (Yance Ford)[20]
- Auszeichnung mit dem Amazon Studios Sundance Institute Producers Award (Joslyn Barnes, als Produzentin des Films)[21]